# Gustaaf Joos
Gustaaf Joos (Sint-Niklaas, 5 de julho de 1923 - Landskouter, 2 de novembro de 2004) foi um presbítero da Diocese de Gante, que foi elevado ao Colégio Cardinalício em 21 de outubro de 2003 pelo Papa João Paulo II.

## Carreira
Ele estudou em Roma e se formou com doutorado em direito canônico pela Pontifícia Universidade Gregoriana. Durante seu tempo no Colégio Belga, ele fez amizade com o padre polonês residente Karol Józef Wojtyła, mais tarde Papa João Paulo II, que estava trabalhando em sua dissertação lá. Ele permaneceu amigo dele durante toda a sua vida. De 1970 até sua morte foi pastor de Landskouter. Antes de sua nomeação como cardeal, tornou-se membro do Capítulo de St Bavo em 1961. O cônego Joos era um vigário judicial nos tribunais eclesiásticos da diocese de Ghent, doutor em direito canônico. Ele foi professor na CIBI e no seminário.

## Cardeal
Em 2003, o Vaticano publicou o desejo do papa de criar Joos Cardinal no próximo Consistório. Na Bélgica todos ficaram surpresos, na mídia belga ele era conhecido apenas como pároco. A mídia belga confundiu-o com outro padre logo após ser elevado ao cardeal. Foi a primeira vez na história da diocese que um cânon foi elevado ao cardeal. Sua elevação como cardeal foi vista por muitos como gratidão do Papa João Paulo II por seu amigo de longa data.
Depois de anunciar sua intenção de elevar o cônego Joos ao posto de cardeal, o papa João Paulo também o nomeou bispo titular de Ypres. A partir de 7 de outubro de 2003 foi arcebispo titular de Ypres por 14 dias. Em 11 de outubro de 2003, em Ghent, Arthur Luysterman, bispo de Gante, o consagrou bispo ; Os co-consagradores foram Paul Van den Berghe , Bispo de Antuérpia, e Jozef De Kesel, Bispo Auxiliar da Arquidiocese de Mechelen-Bruxelas. dias antes do consistório em que se tornou membro do Colégio dos Cardeais. Após a sua elevação, o cardeal Joos continuou a viver na Diocese de Ghent, servindo como pároco e como vigário judicial nos tribunais eclesiásticos.
O cardeal morreu em Landskouter e recebeu um funeral pontifício na catedral de Saint-Bavo. Ele foi enterrado como solicitado em Landskouter, e não na Catedral de Ghent.

## Entrevista de Gustaaf Joos com a revista
Joos ganhou notoriedade em janeiro de 2004, quando em uma entrevista à P-Magazine da Bélgica, ele disse, sobre os homossexuais:
"Estou preparado para assinar aqui no meu sangue que de todos aqueles que dizem que são lésbicas ou gays, no máximo cinco a dez por cento são efetivamente lésbicas ou gays. Todo o resto são pervertidos sexuais . Exijo que você escreva isso. Se eles vêm para protestar na minha porta, eu não ligo, só estou falando sobre o que milhares de pessoas estão pensando, mas nunca têm a chance de dizer. ”Os verdadeiros homossexuais não vagam pelas ruas de terno colorido. pessoas que têm um problema sério e têm que viver com isso. E se eles errarem, eles serão perdoados ".
sobre política e sufrágio universal :
"Política, democracia. Não me faça rir. O direito de votar, o que é isso tudo? Eu acho estranho que um garoto de 18 anos tenha o mesmo voto que um pai de sete. Um não tem responsabilidades, o outro fornece aos cidadãos de amanhã ".
e sobre prostituição:
"Se um homem acha que precisa de sexo ou vai explodir, é melhor encontrar uma prostituta do que seduzir ou estuprar uma menina. Pelo menos não há vítimas inocentes envolvidas".
Joos também expressou admiração por Cyriel Verschaeve , um padre e poeta belga que foi condenado como um colaborador nazista por recrutar jovens para a Frente Oriental durante a Segunda Guerra Mundial .
Esta entrevista criou uma agitação em alguns meios de comunicação belgas. Após a reação feroz desses meios de comunicação, Joos sempre manteve seus comentários. O cardeal Godfried Danneels se distanciou de Joos através de seu porta-voz Toon Osaer, enquanto o Centro Belga de Oportunidades Iguais e Oposição ao Racismo ameaçou processá-lo por violar uma lei antidiscriminação. Como consequência desta entrevista, o Cardeal Joos recebeu ameaças de morte. [ citação necessário ]